# Подлесе (Серпецький повіт)
Подлесе (пол. Podlesie) — село в Польщі, у гміні Щутово Серпецького повіту Мазовецького воєводства.
Населення — 276 осіб (2011).
У 1975-1998 роках село належало до Плоцького воєводства.

## Демографія
Демографічна структура станом на 31 березня 2011 року:
|          | Загалом | Допрацездатний вік | Працездатний вік | Постпрацездатний вік |
| -------- | ------- | ------------------ | ---------------- | -------------------- |
| Чоловіки | 140     | 44                 | 78               | 18                   |
| Жінки    | 136     | 26                 | 73               | 37                   |
| Разом    | 276     | 70                 | 151              | 55                   |